# سیارک ۱۲۷۶۸۹
سیارک ۱۲۷۶۸۹ (به انگلیسی: 127689 Doncapone، نامگذاری:2003EE17)۱۲۷۶۸۹مین سیارک کشف شده‌است که در ۰۵ مارس ۲۰۰۳ کشف شد.